# Albert Szent-Györgyi
Albert Szent-Györgyi de Nagyrápolt (maďarsky Szent-Györgyi Albert, 16. září 1893, Budapešť – 22. října 1986, Hole Woods, Massachusetts, USA) byl maďarský biochemik a fyziolog, držitel Nobelovy ceny za fyziologii a medicínu z roku 1937.
Studoval medicínu a farmakologii v Budapešti, fyziologii v Berlíně a v Praze a chemii v Hamburku. Během druhé světové války se aktivně účastnil maďarského protinacistického odboje. Po válce, předtím než emigroval do USA, se krátce zapojil do maďarské politiky.
Jeho jméno nese Lékařská univerzita v Segedíně, která dlouhodobě patří mezi nejlepší univerzity v Maďarsku i celé střední Evropě.

## Vědecká dráha
Kariéru výzkumníka započal v Bratislavě (tehdy německy: Pressburg, maďarsky: Pozsony), kterou ovšem spolu s částí tamější maďarské populace opustil v roce 1919, kdy se město stalo součástí Československa.
Jeho vědecký zájem byl především soustředěn na zkoumání mechanismů oxidace v lidském těle a možnostem jejího omezení. V cambridgeské biochemické laboratoři v roce 1927 jako první na světě izoloval (z hovězí nadledvinové kůry) vitamín C, objevenou látku (se vzorcem C6H8O6) pojmenoval kyselina hexuronová (že se jedná o vitamín C bylo zjištěno až po čtyřech letech). Později se mu tutéž látku podařilo izolovat ze šťáv pomeranče, zelí a papriky.
Zabýval se také buněčným dýcháním, objevil kyselinu fumarovou a několik fází (dnes tak pojmenovaného) Krebsova cyklu.
Nobelovu cenu v roce 1937 obdržel za objevy týkající se biologické oxidace ve spojitosti s vitamínem C a katalýzou kyseliny fumarové.
V roce 1938 se začal zabývat biofyzikou svalových pohybů (svalových stahů). Zjistil, že obsahují bílkovinu aktin, která v kombinaci s bílkovinou myozinem a energetickým zdrojem ATP způsobuje stažení (kontrakci) svalových vláken.

## Politická dráha

### Protinacistický odboj
Za druhé světové války se stal aktivním členem maďarského protinacistického odboje. Ke konci války se Maďarsko, stále jako spojenec nacistického Německa, snažilo tajně vyjednávat se Spojenci. V roce 1944 byl Szent-Györgyi pod záminkou vědeckých přednášek vyslán maďarským ministerským předsedou Miklósem Kállayem na tajné jednání se spojenci do Istanbulu. Nacisté toto spiknutí odhalili a Adolf Hitler následně vydal osobní rozkaz k zatčení Szent-Györgyiho. Jemu se ale podařilo utéct z domácího vězení a zbytek války strávil na útěku před gestapem.

### Po válce
Po válce pomáhal znovuzakládat Maďarskou akademii věd, byl zvolen poslancem a dokonce nějaký čas aspiroval na místo maďarského prezidenta. Byl však zklamán z politického vývoje a růstu vlivu komunistů, a proto v roce 1947 emigroval do USA, kde úspěšně pokračoval ve vědecké kariéře, například se zabýval výzkumem rakoviny.